# Еґон Адлер
Еґон Адлер (нім. Egon Adler, 18 лютого 1937 — 28 січня 2015) — німецький велогонщик.
Срібний призер Олімпійських Ігор 1960 року в роздільній командній гонці.